# Віташичкі
Віташичкі (пол. Witaszyczki, нім. Lichtental) — село в Польщі, у гміні Яроцин Яроцинського повіту Великопольського воєводства.
Населення — 349 осіб (2011).
У 1975-1998 роках село належало до Каліського воєводства.

## Демографія
Демографічна структура станом на 31 березня 2011 року:
|          | Загалом | Допрацездатний вік | Працездатний вік | Постпрацездатний вік |
| -------- | ------- | ------------------ | ---------------- | -------------------- |
| Чоловіки | 176     | 30                 | 123              | 23                   |
| Жінки    | 173     | 31                 | 94               | 48                   |
| Разом    | 349     | 61                 | 217              | 71                   |